# ルカニアのヴィトゥス

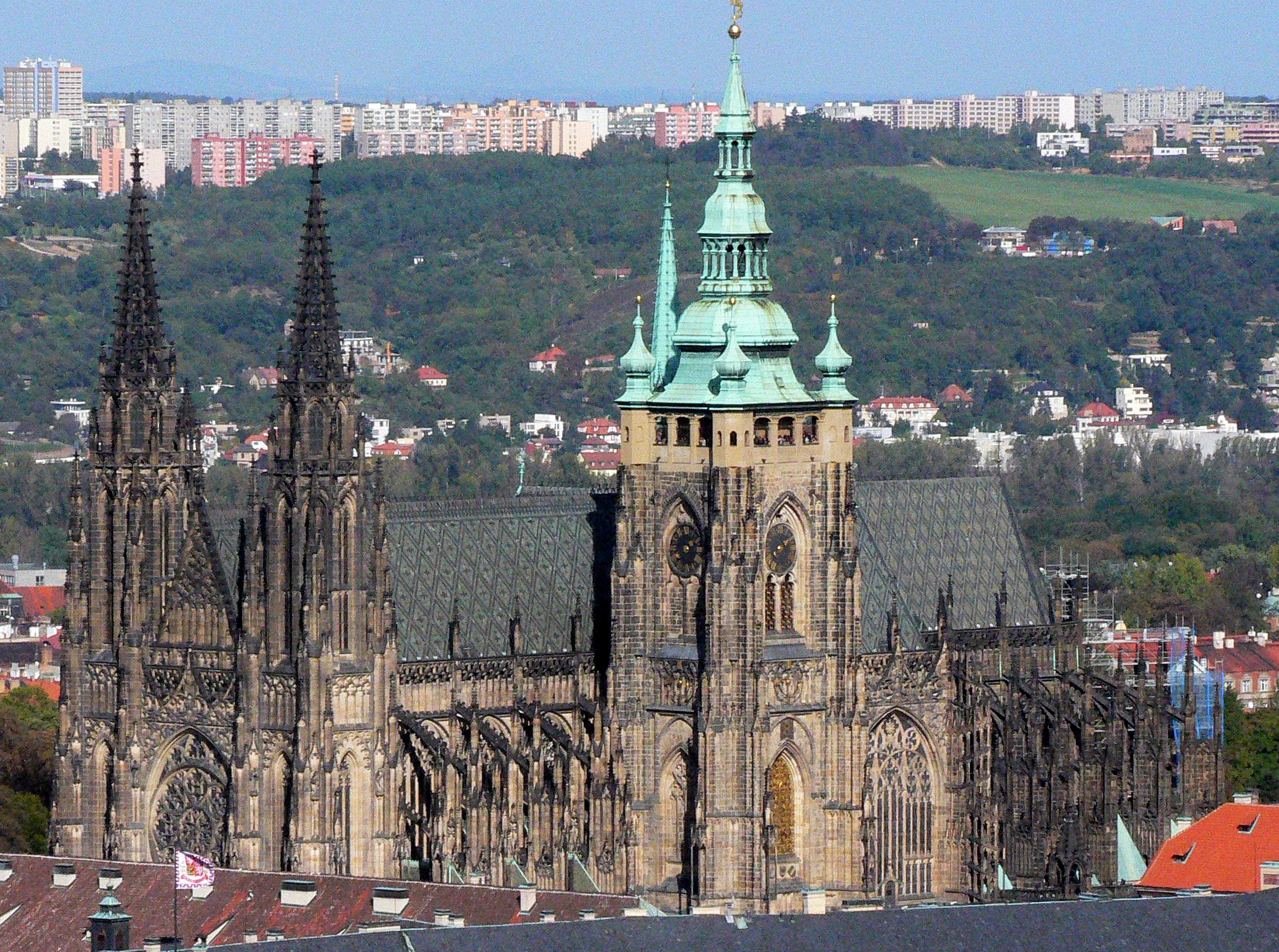
聖ヴィート大聖堂

ルカニアの聖ヴィトゥス （ラテン語: Vitus、イタリア語: San Vito di Lucania、チェコ語: Svatý Vít、290年頃 - 303年）は、キリスト教の聖人・殉教者（致命者）。カトリック教会と正教会の聖人。ローマ皇帝ディオクレティアヌスとマクシミアヌスの共同統治時代の303年、迫害にあって殉教したとされる。祝日は6月15日。
ヴィトゥスの名は、フランス語でギィ（Guy）、イタリア語でヴィトかグイード（Guido）、チェコ語でヴィート（Vit）、クロアチア語でヴィド（Vid）、ドイツ語でファイト（Veit）となる。

## 概要
6世紀から7世紀の間に、ヴィトゥス殉教の逸話が流布した。それによると、ヴィトゥスはルカニアの支配者（異教徒）の子であった。彼は父親からキリスト教信仰を捨てるよう求められても抵抗したため、拷問にかけられた。彼は、信仰の師であったモデストゥス、その妻で乳母であったクレセンティアとともに逃亡したが、ディオクレティアヌス帝の皇子が所有する悪魔に捕まってローマへ連れてこられた。信仰を捨てないヴィトゥスら3人は、再度拷問にかけられた。すると奇跡が起こり、天使によって3人はルカニアへ戻された。そこで、3人は拷問のすえに斬首されたという。
絵画や彫刻では、釜に入り、ニワトリかライオンとともに描かれる。これは、拷問としてヴィトゥスは湯の煮えたぎる釜の中に投げ込まれたが、奇跡的に無傷のままで済んだという言い伝えによる。

## 信仰
ヴィトゥス信仰は、すぐに南イタリアとシチリアに広まった。ローマ教皇グレゴリウス1世は、シチリアにあったヴィトゥスに献堂された修道院について記述している。非常に早くローマでも聖人として崇められ、ゲラシウス1世（在位492年-496年）はローマにあった彼の教会について記している。
756年、サン＝ドニ修道院の僧フルラドによって、聖ヴィトゥスの聖遺物がフランスに持ち込まれたと言われる。のちにサン＝ドニ修道院からドイツにあるコルヴァイ修道院（en:Corvey Abbey）へ聖遺物が贈られた。このコルヴァイ修道院から、ヴェストファーレン及び東部・北部ドイツへ聖ヴィトゥス信仰が広まることになった。プラハで聖ヴィトゥス信仰が高まったのは、925年に東フランク王ハインリヒ1世から、ボヘミア公ヴァーツラフ1世へ聖人の手の骨が贈られたことに始まる。この聖遺物は現在、プラハの聖ヴィート大聖堂に祀られている。
ヴィトゥス信仰はスラヴ諸国で根強く、彼の名前（Sveti Vid）は、古い異教の光の神スヴァントヴィド（Svantvid）信仰に置き換えられた。クロアチア国内には、123もの聖ヴィトゥスに献堂された教会がある。
中世後期、ドイツやラトビアなどでは、聖ヴィトゥスの像の前で踊って彼の祝日を祝っていた。この踊りが、神経性の病気にみられる舞踏運動を『聖ヴィトゥスの踊り』と通称で呼ぶ原因となった。踊ってヴィトゥスの祝日を祝った故事から、ヴィトゥスはダンサー、俳優、喜劇役者、てんかん患者の守護聖人とされた。また、ヴィトゥスは雷や動物からの攻撃、過剰睡眠から守ってくれるとされ、プラハとボヘミアの守護聖人である。